# Maung Win
Maung Win (né le 12 mai 1949 en Birmanie) est un footballeur international birman, qui évoluait au poste d'attaquant.

## Biographie

### Carrière en sélection
Il participe avec la sélection birmane aux Jeux olympiques d'été de 1972. Lors du tournoi olympique, il joue trois matchs : contre l'Union soviétique, le Mexique, et le Soudan.